# Timotej Mate
Timotej Mate (* 30. August 1996) ist ein slowenischer Fußballspieler.

## Karriere

### Verein
Mate begann seine Karriere beim NK Pobrežje. Zur Saison 2010/11 wechselte er zum NK Maribor. Zur Saison 2011/12 wechselte er in die Jugend des FC Koper. Im November 2014 debütierte er für die Profis von Koper in der 1. SNL, als er am 18. Spieltag der Saison 2014/15 gegen Maribor in der 81. Minute für Domen Črnigoj eingewechselt wurde. Bis Saisonende kam er zu zwei Einsätzen in der höchsten slowenischen Spielklasse.
Zur Saison 2015/16 wurde er an den Zweitligisten NK Ankaran verliehen. Für Ankaran kam er bis zum Ende der Leihe zu 25 Einsätzen in der 2. SNL. Zur Saison 2016/17 wurde er von Ankaran fest verpflichtet. Mit dem Verein stieg er 2017 in die 1. SNL auf, nach einer Spielzeit folgte allerdings prompt der Wiederabstieg. In drei Jahren bei Ankaran kam er zu 28 Erstliga- und 48 Zweitligaeinsätzen. Zur Saison 2018/19 wechselte Mate zum ebenfalls zweitklassigen NK Drava Ptuj, für den er in zwei Spielzeiten zu 45 Zweitligaeinsätzen kam.
Zur Saison 2020/21 schloss er sich dem österreichischen Regionalligisten SC Kalsdorf an. Für den Verein kam er zu 31 Einsätzen in der Regionalliga. Nach der Saison 2021/22 verließ er Kalsdorf.

### Nationalmannschaft
Mate absolvierte zwischen März und Mai 2018 vier Spiele für die slowenische U-21-Auswahl.